# Shiori Itō
Shiori Itō (en japonès: 伊藤 詩織, Itō Shiori; Kanagawa (Kantō), 1989) és una periodista i realitzadora japonesa. Militant més famosa del país pel que fa a la lluita contra les violències sexuals, a favor de l'igualtat de gènere i dels drets de l'home, va ser considerada com una de les 100 persones més influents a la llista establerta per la revista Time el 2020.